# Dobryń Mały
Dobryń Mały – wieś w Polsce położona w województwie lubelskim, w powiecie bialskim, w gminie Zalesie.

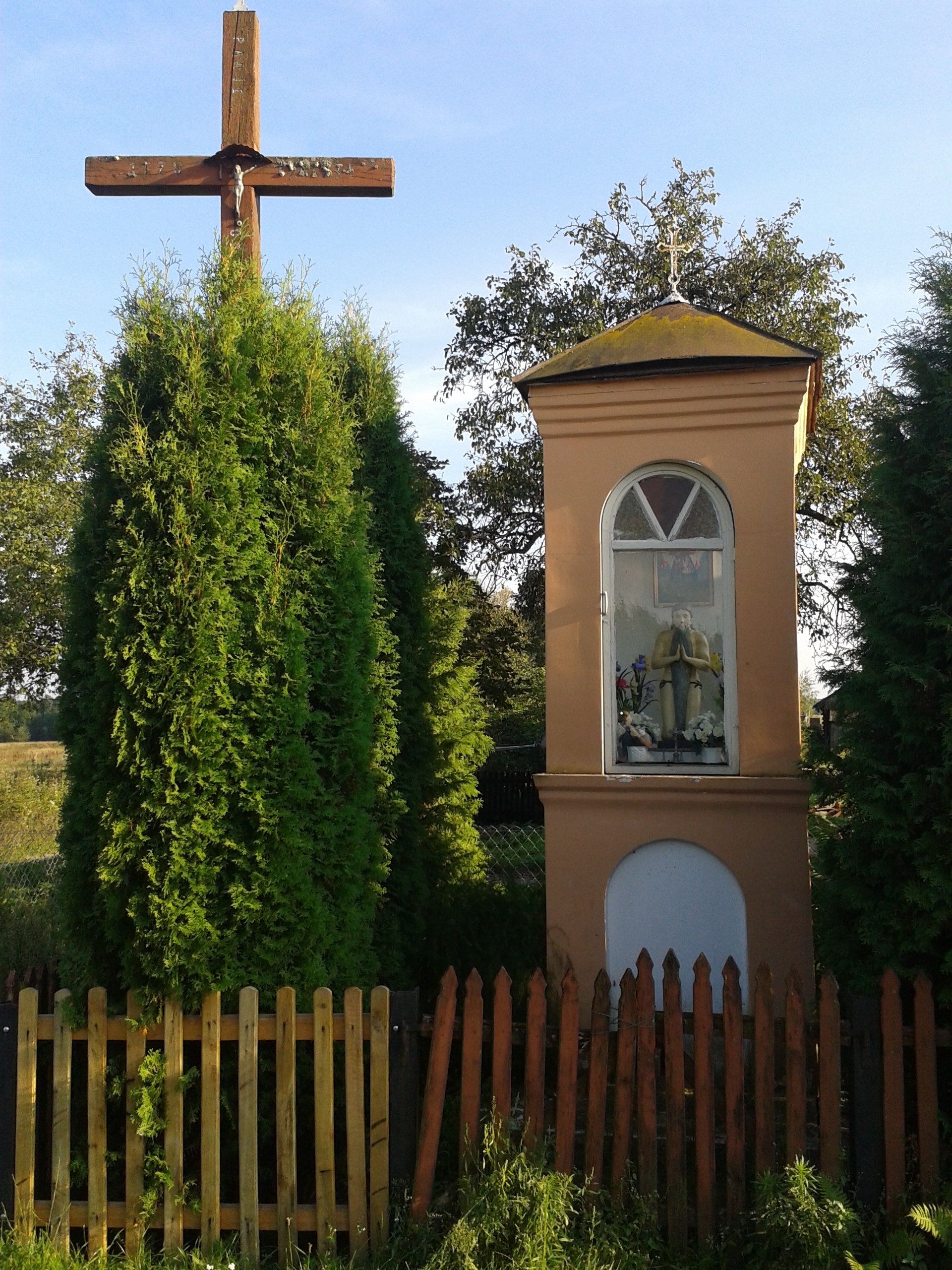
Kapliczka z figurą św. Onufrego

W latach 1975–1998 miejscowość administracyjnie należała do województwa bialskopodlaskiego.
Wieś jest sołectwem w gminie Zalesie. Według Narodowego Spisu Powszechnego z roku 2011 wieś liczyła 194 mieszkańców.
Wierni Kościoła rzymskokatolickiego należą do parafii Przemienienia Pańskiego w Malowej Górze.